# Жорж Пуле
Жорж Пуле (фр. Georges Poulet ; 29 листопада 1902, Льєж — 31 грудня 1991, Брюссель) — бельгійський літературознавець та літературний критик.
Іноземний член французької Академії моральних та політичних наук (1984).

## Біографія
Закінчив Льєзький університет (1927). Викладав в Единбурзькому університеті, Університеті Джонса Хопкінса (Балтимор), університетах Цюріха та Ніцци. Зазнав впливу феноменологічної філософії (Дільтей), німецької культурно-історичної школи (Гундольф), філософської антропології Марселя та Башляра. Був тісно пов'язаний з женевською групою філологів (Жан-П'єр Рішар, Жан Руссе, Жан Старобінскі та ін.), хоча ніколи не викладав у Женеві.

## Науковий підхід
У центрі праць Пуле — близьке до екзистенціалізму розуміння літератури як досвіду та аналіз його авторського конструювання у формах літературного часу та простору. Головна праця науковця — чотиритомні «Дослідження людського часу» (1949–1968).

## Основні праці
- Études sur le temps humain, Plon, 1949
- La Distance inteérieure (Études sur le temps humain, vol. 2), Plon, 1952
- Le Point de départ (Études sur le temps humain, vol. 3), Plon, 1964
- Mesure de l'instant (Études sur le temps humain, vol. 4), Plon, 1968
- Les Métamorphoses du cercle, Plon, 1961
- L'Espace proustien, Gallimard, 1963
- La conscience critique, José Corti, 1971
- Entre moi et moi: Essais critiques sur la conscience de soi, José Corti, 1977
- La poésie éclatée, PUF, 1980.
- La Pensée indéterminée, 3 vol. (1985—1990) : De la Renaissance au romantisme ; Du romantisme au début du XXe siècle ; De Bergson à nos jours

## Вплив
Вплинув на американське літературознавство (Джозеф Гілліс Міллер, Пол де Ман та ін.)